# Навігаційна стежка
Навігаці́йні сте́жки, навігаційні ланцю́ги — допоміжний механізм навігації, що використовується в інтерфейсах користувача. Механізм призначений надавати користувачеві можливість відстежувати своє місцеперебування в програмі або серед документів.
В англомовній літературі цей термін має назву англ. Breadcrumbs або англ. breadcrumb trails — «хлібні крихти», подібно до відміток, що залишали по собі Гензель і Ґретель у відомій казці.

## Вебсайти
На сторінках вебсайтів навігаційні стежки зазвичай відтворюються горизонтально у верхній частині сторінки, але нижче будь-яких заголовків або панелей інструментів. На них показано гіперпосилання на попередні сторінки, або на сторінки з верхніх рівнів ієрархії. Навігаційні стежки дають користувачу можливість відстежити початкову або точку входу на вебсайт. Вони можуть мати такий вигляд:
```
 Головна сторінка → Розділ → Підрозділ
```

Перше задокументоване використання навігаційних стежок на відомому вебсайті було на головній сторінці Yahoo. Поштовхом до впровадження цієї технології було дослідження Метью Ріварда (англ. Matthew Rivard в 1997). [джерело?]
Тепер не існує однозначної думки щодо доцільності використання навігаційних стежок. Зазвичай, символом відокремлення частіше слугує: «>», однак, також використовується і знак вертикальної риски: «|».
Зазвичай, розрізняють три види навігаційних стежок. Нижче описано кожну з них.

### Шлях
Навігаційні стежки прив'язані до шляху формуються динамічно, та відтворюють шлях, який подолав користувач, щоб потрапити на поточну сторінку. Різні користувачі можуть потрапити на одну й ту саму сторінку різними шляхами, отримавши, як наслідок, різні навігаційні стежки.

### Перебування
Навігаційні стежки пов'язані з поточним місцеперебуванням; вони статичні та показують де в ієрархії сторінок вебсайту міститься поточна сторінка.

### Атрибути
Навігаційні стежки пов'язані з атрибутами відтворення інформації, що дозволяє віднести поточну сторінку до певних категорій. Зазвичай, стежки цього типу використовуються на пошукових сайтах та на сайтах електронної комерції. Оскільки такі стежки, загалом узявши, не залежать від того, в який спосіб користувач потрапив на поточну сторінку, а, натомість, залежать від результатів індексації або характеристик поточного документу, вони не мають змінюватись між різними відвідуваннями. На сторінці може бути розташовано декілька стежок цього типу.